# 杨献珍
杨献珍（1896年7月—1992年8月25日），原名杨奎廷，男，湖北郧县人，中国马克思主义哲学家，原中共中央党校校长。

## 生平
杨献珍于1916年考入国立武昌商业专门学校（今武汉大学经济与管理学院)。1920年毕业后留校任教。1925年加入中国国民党，次年加入中国共产党。曾任湖北省立第十一中学校长，湖北第二中学训育主任、中共总支书记。後被捕入狱，于1929年7月被释放。同年前往上海，在沪滨书店担任编辑。次年又前往开封从事中共地下活动。1931年在北平被捕，关押在草岚子监狱。1936年出狱後赴太原，曾任太原绥靖公署秘书室秘书、军政训练委员会研究室主任、中共山西省公开工作委员会委员等职。抗日战争期间历任山西民族革命大学第四分校校长，中共决死纵队军政委员会委员，山西第五行政专员公署秘书主任、路东办事处主任等。1940年出任中共中央北方局秘书长。1942年任北方局党校党委书记，并在党校讲授《联共（布）党史简明教程》。1944年前往延安，历任中央党校教务处第一副主任、二部主任。1946年起又任中共晋察冀中央局宣传部部长、党校副校长、秘书长等。1948年起任职于中共中央政策研究室。
中华人民共和国成立後，于1953年出任马列学院副院长。1955年升任马列学院院长（后更名为中共中央直属高级党校校长）。同年当选中国科学院哲学社会科学部学部委员。后由于批评大跃进而受到公开批判并被降职处分。1964年又因提出“合二而一”的哲学观点再次受到批判。文化大革命期间被逮捕入狱。文革结束后于1978年平反，出任中央党校顾问。后又当选中共中央委员、中顾委委员等职。1992年在北京逝世。